# Acmopolynema
Acmopolynema är ett släkte av steklar. Acmopolynema ingår i familjen dvärgsteklar.

## Dottertaxa tillAcmopolynema, i alfabetisk ordning[1]
- Acmopolynema aberrans
- Acmopolynema bifasciatipenne
- Acmopolynema bimaculatum
- Acmopolynema brasiliense
- Acmopolynema callopterum
- Acmopolynema campylura
- Acmopolynema carinatum
- Acmopolynema commune
- Acmopolynema delphacivorum
- Acmopolynema gracilicorne
- Acmopolynema helavai
- Acmopolynema hervali
- Acmopolynema himalum
- Acmopolynema immaculatum
- Acmopolynema inaequale
- Acmopolynema incognitum
- Acmopolynema indochinense
- Acmopolynema infuscatum
- Acmopolynema kronidiphagum
- Acmopolynema longicorne
- Acmopolynema longicoxilla
- Acmopolynema maculatum
- Acmopolynema malabaricum
- Acmopolynema miamiense
- Acmopolynema michailovskayae
- Acmopolynema mirabile
- Acmopolynema missionicum
- Acmopolynema monicae
- Acmopolynema nixoni
- Acmopolynema obscuricorne
- Acmopolynema orientale
- Acmopolynema pacificum
- Acmopolynema pecki
- Acmopolynema perterebrator
- Acmopolynema plaumanni
- Acmopolynema poecilopterum
- Acmopolynema polyrhiza
- Acmopolynema reticoxilla
- Acmopolynema rufescens
- Acmopolynema scapulare
- Acmopolynema sema
- Acmopolynema tachikawai
- Acmopolynema uma
- Acmopolynema unimaculatum
- Acmopolynema ussuricum
- Acmopolynema varium
- Acmopolynema vittatipenne